# Kos černý
Kos černý (Turdus merula) je pěvec z čeledi drozdovití. Díky přizpůsobivosti se část populace adaptovala na život v blízkosti člověka. Samec je nepřehlédnutelný díky charakteristickému černému peří a žlutému až oranžovožlutému zobáku. Upozorňuje na sebe také melodickým zpěvem, především ráno a v podvečer.

## Popis

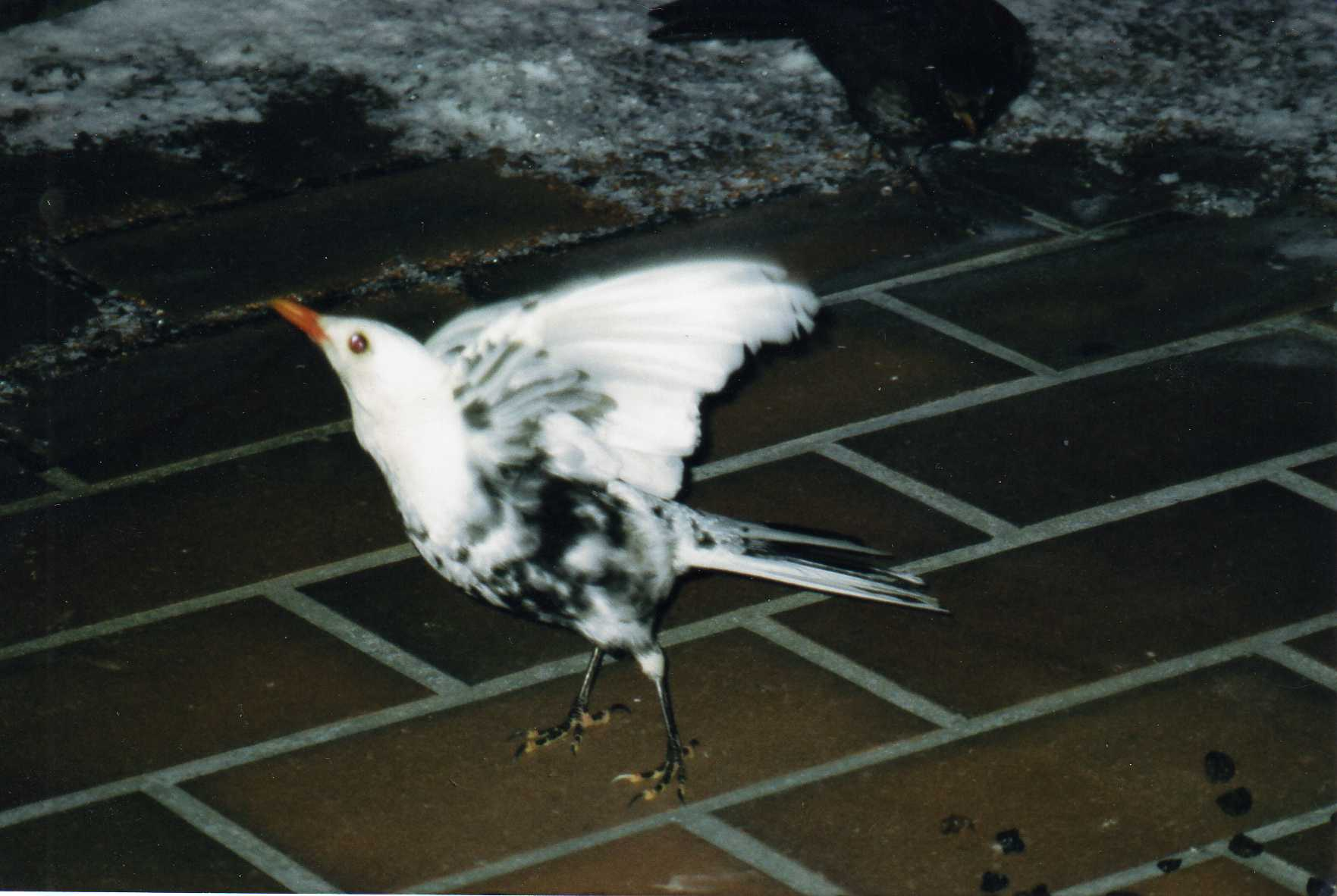
Abnormálně bíle zbarvený kos černý

- Délka těla: 23–29 cm
- Hmotnost těla: 75–135 g
- Rozpětí křídel: 34–39 cm

Kos černý je středně velký pták, o něco menší než hrdlička zahradní. Dospělý samec je matně černý s oranžově žlutým zobákem a žlutým kroužkem okolo očí. Samice je hnědavá s bělavějším hrdlem a nezřetelně skvrnitou hrudí, nohy má téměř černé, zobák má tmavý, jen částečně oranžový. Mláďata jsou podobná samici, jsou ale světlejší a mohou mít hnědě tečkovanou hruď a světlé podélné proužky na zádech. Samice ani mláďata nemají oční kroužek. Zobák mladých ročních samců není ještě vybarvený, je černavý.
Vyskytují se i jedinci s větším či menším podílem bílého peří (leucismus). Vzácnější jsou zcela bílí ptáci s červenýma očima (albinismus).

## Hlas
Vábení je „dukdukduk“ nebo „srííí“, varování pak rámusivé „tikstikstikstiks“. Samec kosa začíná zpívat na začátku jara, obvykle po rozednění a za večerního soumraku, a to z vyvýšeného místa. Zpěv je hlasitý, flétnový a melodický. Kos ovládá více melodií a harmonií než slavík. Zajímavé na zpěvu je, že se skládá z jednotlivých skladeb, které kos po dohrání celého svého repertoáru opakuje dokola. Složitost a počet skladeb vzrůstá se stářím a zkušenostmi kosa černého.

## Rozšíření
Původní areál kosa černého zahrnoval celou Evropu, severní Afriku a jižní Asii. V 19. století byl kos černý introdukován do Austrálie a na Nový Zéland, kde se rychle rozšířil a na některých místech je považován za škůdce, který konkuruje místním druhům ptáků.
Kos černý je pták, který před přistěhováním do blízkosti člověka žil a hnízdil hlavně v přízemním patru lesa. Ve městech a vesnicích vyhledává podobné prostředí – zahrady, sady, parky, vinice, hřbitovy. Obecně je kos velmi přizpůsobivý a je schopen žít a úspěšně vyvádět mláďata všude, kde nachází alespoň nějakou potravu a úkryt.

## Populace
Po celé Evropě je populace kosa černého rozdělena na dvě oddělené subpopulace, které se liší způsobem života ve vztahu k člověku. Původní, lesní populace stále žije skrytým způsobem života v jehličnatých a listnatých lesích; populace městská čili urbánní se přizpůsobila životu v intravilánech obcí a v současnosti početně převyšuje lesní populaci. Městští kosové jsou právě ti, se kterými člověk přichází do kontaktu.

### Lesní populace
Lesní kosi černí jsou plaší ptáci, kteří obývají přízemní patro lesa. Potravu si hledají na zemi a živí se bezobratlými živočichy, hlavně hmyzem, žížalami nebo plži a drobnými plody (jahody, borůvky, bezinky, dřínky, jeřabiny, hložinky aj.). Lesní populace kosů je tažná.

### Městská populace
Synurbanizace kosa černého začala v západní Evropě už na počátku 19. století. V českých zemích pronikali první kosové do měst v druhé polovině 19. století. Ptáci jsou v porovnání s lesními příbuznými méně plaší a přestože jsou stále opatrní, dobře snášejí ruch civilizace. Do jejich jídelníčku kromě bezobratlých živočichů a drobných plodů patří také to, co najdou na ulici, na dvorcích apod. Snadno také obsazují krmítka, odkud odhánějí jiné ptáky a sebe navzájem; v zimě ocení například slunečnicová semena a na zem položené jablko.
Kos v městské populaci se stává všežravcem a díky široké potravní nabídce je jeho populační hustota vyšší než populační hustota ptáků žijících v lese. Protože ve městě pokračuje nabídka potravy i v zimě a mikroklima města je příznivější, mohou zde kosi přezimovat. Jsou částečně tažní, častěji migrují mladí ptáci a samice.
Bylo zjištěno, že osvětlení ve městech urychluje sexuální vyspělost kosů, kteří hnízdí až o 26 dnů dříve než lesní kosi.

## Hnízdění

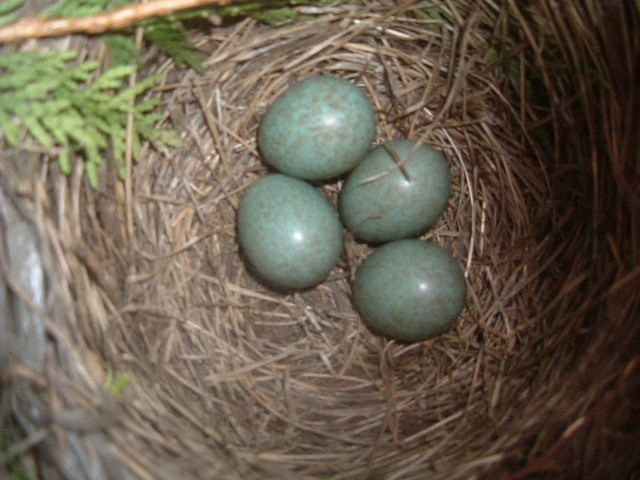
Hnízdo s vejci

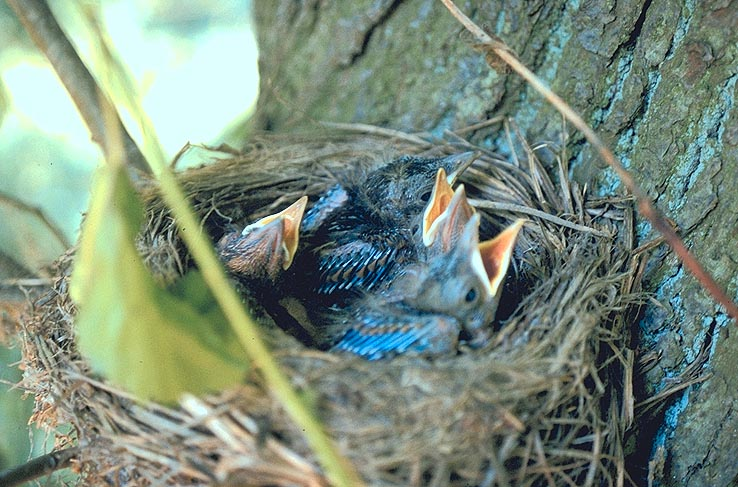
Mláďata kosa černého

V České republice hnízdí kos černý v dubnu až červenci dvakrát až čtyřikrát ročně, přičemž městští kosi hnízdí v průměru o 10 dnů dříve než lesní. 

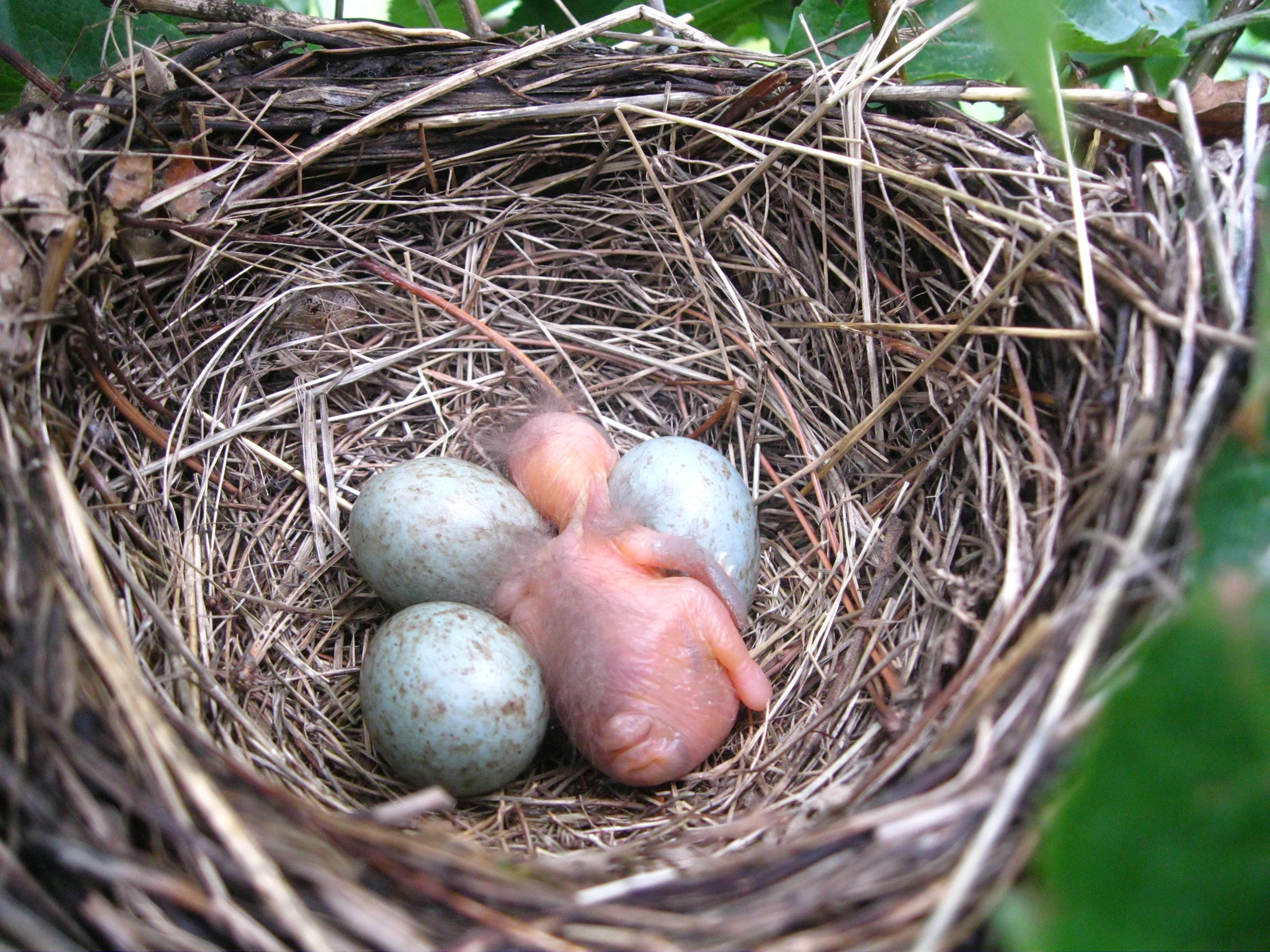
Mládě kosa černého asi 12 hodin po vylíhnutí

Hnízdo je hluboká, polokulovitá miska vybudovaná ze suchých stébel a kořínků slepených hlínou. Kosi žijící v lese je umísťují do vidlic stromů a keřů. Ve městě a na venkově hnízdí kosi i na budovách (balkóny, verandy) a v přístupných zahradních stavbách a konstrukcích. Hnízdo nikdy nebývá umístěno vysoko nad zemí.

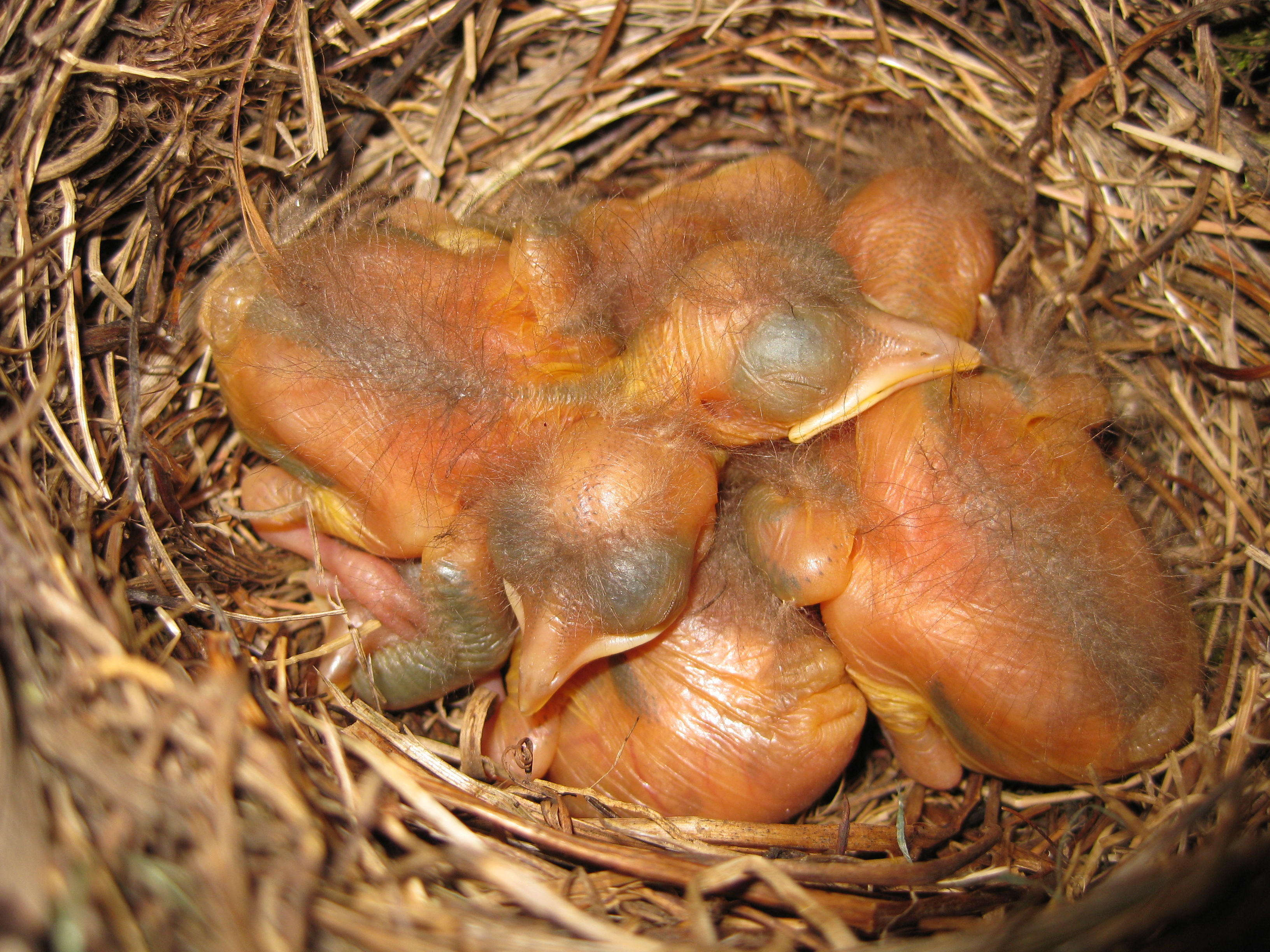
Dva dny stará mláďata

Hnízdní revír je obsazen jediným párem, který na svém území nestrpí jiného kosa. Samice snáší 4–6 modrozelených vajec s rezavými skvrnami, na kterých sedí sama po dobu 13–14 dnů. 
O mláďata v hnízdě se starají oba rodiče po dobu 12–15 dnů. Poté mladí opeření ptáci hnízdo opustí a ukryjí se ve větvoví keřů a stromů, kde je rodiče přibližně dva týdny krmí, později příp. přikrmují. Kos černý se dožívá až 20 let.

## Úhyn kosů černých
V roce 1959 byl v Africe poprvé zjištěn virus Usutu, který se roku 1996 rozšířil do Evropy a v Itálii způsobil hromadný úhyn kosů. V České republice byl uhynulý kos s tímto virem nalezen v roce 2011 v Brně. V létě roku 2018 se virus v ČR rozšířil a uhynulo několik desítek procent kosů.

## Tah
Kos černý je částečně tažný pták. Na zimu odlétají lesní kosi a část kosů městských. Ptáci z Čech a severní Moravy zimují u Atlantiku, jihomoravští kosi odlétají do Středomoří. Ze zimovišť se ptáci vracejí na přelomu března a dubna; do zimovišť odlétají v listopadu.

#### Video
- kos černý – krmení, údržba hnízda, hlasový projev (autor Honza Nedoma)
- kos černý – krmení, údržba hnízda, hlasový projev Archivováno 15. 4. 2023 na Wayback Machine. (autor Reny Renmeon)